# Antoni Dalmau i Ribalta
Antoni Dalmau i Ribalta (Igualada, Anoia, 13 de març de 1951 - Igualada, Anoia, 5 de gener de 2022) va ser un escriptor i polític socialista català.
Fou president de la Diputació de Barcelona (1982-1987) i vicepresident del Parlament de Catalunya (1988-1995). Va presidir la Fundació Teatre Lliure-Teatre Públic de Barcelona, va ser professor de la facultat de Ciències de la Comunicació (Blanquerna) de la Universitat Ramon Llull,a més de ser traductor i col·laborador regular de diversos mitjans de comunicació, director de la Revista d'Igualada i autor de més d'una vintena de llibres, entre els quals set novel·les. Afiliat al PSC, l'agost de 2013 abandonà la militància.

## Trajectòria personal i política
Nascut a Igualada, és un dels vuit fills del polític i escriptor Antoni Dalmau i Jover. Va ser membre de l'escoltisme. Llicenciat en Dret per la Universitat de Barcelona l'any 1972, professor de català i advocat en exercici fins a l'any 1982. Afiliat a Convergència Socialista de Catalunya el 1975, va pertànyer catorze anys a la comissió executiva nacional del PSC (1978-1992). Fou regidor de l'Ajuntament d'Igualada (1979-1983 i 1987-1991) i regidor de l'Ajuntament de Barcelona (1983-1987). Fou elegit diputat de la Diputació de Barcelona a les eleccions de 1980 pel Partit dels Socialistes de Catalunya (PSC) pel partit judicial d'Igualada, i renovà el càrrec en les eleccions de 1983.
L'any 1982 succeí Francesc Martí i Jusmet com a president de la Diputació de Barcelona, fins a l'any 1987, quan fou succeït per Manel Royes i Vila. Fou diputat al Parlament de Catalunya (1988-1999), vicepresident d'aquesta cambra (1988-1995) i president de la Comissió de Política Cultural (1995-1999).
En la seva vessant d'escriptor, va publicar diverses novel·les i assaigs polítics i va destacar com a especialista en la història del catarisme, en l'estudi de l'obrerisme i la violència social en el canvi de segle XIX-XX i també de la Guerra Civil. Així mateix, va traduir nombrosos llibres, fent servir en alguns casos el pseudònim Albert Vilardell.
Col·laborava habitualment en diversos mitjans de comunicació (El Punt Avui, El Periódico de Catalunya, Regió 7, Catalunya Ràdio, Anoiadiari.cat, RAC1 i TV3). Va ser fundador i director de la Revista d'Igualada i professor de la facultat de Ciències de la Comunicació, Blanquerna, de la Universitat Ramon Llull.
Presidí la Fundació Teatre Lliure-Teatre Públic de Barcelona, durant vint-i-cinc anys (1988-2013), i va pertànyer a les juntes de diverses entitats culturals (Orfeó Català, Fundació Centre Internacional de Música Antiga, Fundació Pau Casals, Societat Catalana d'Estudis Històrics, filial de l'Institut d'Estudis Catalans…).

## Premis i reconeixements
- Medalla de la Ciutat d'Igualada (2004)
- Premi al Compromís Cultural d'Òmnium Cultural de l'Anoia (2015)
- Premi Nèstor Luján de novel·la històrica[11]

## Obres publicades

### Novel·les
- El testament de l'últim càtar. Columna, 2006
- Primavera d'hivern, Premi Fiter i Rossell 2004. Columna, 2005
- L'amor de lluny. Columna, 2001
- Naufragis quotidians, Conjuntament amb Anna Vila i Badia. Columna, 1999
- Terra d'oblit. El vell camí dels càtars. I Premi Nèstor Luján de novel·la històrica. Columna, 1997, de la qual s'han fet catorze edicions.
- Capsa de records. Columna, 1995
- El cor de l'espiral. Diari íntim d'un conseller d'Agricultura. Columna, 1994

### Assaigs polítics
- Cartes a un jove polític. Què pots fer pel teu país. Columna, 2000
- Materials d'obra. Edicions 62, 1987

### Estudis històrics
- Pecats capitals de la història de Catalunya. Avarícia. Columna, 2015.
- Pecats capitals de la història de Catalunya. Luxúria. Columna, 2015.
- Per la causa dels humils. Una biografia de Tarrida del Mármol (1861-1915). Publicacions de l'Abadia de Montserrat, 2015.
- La Guerra Civil i el primer franquisme a l'Anoia. Els protagonistes. Premi Gumersind Bisbal i Gutsems 2013. Ajuntament de la Pobla de Claramunt, 2014.
- El procés de Montjuïc. Barcelona al final del segle xix. Premi Agustí Duran i Sanpere d'història de Barcelona, 2010. Ajuntament / Ed. Base, 2010.
- Set dies de fúria. Barcelona i la Setmana Tràgica (juliol de 1909). Columna - Destino, 2009.
- El cas Rull. Viure del terror a la Ciutat de les Bombes (1901-1908). Columna, 2008.
- Petita història d'Enric Prat de la Riba. Il·lustracions de Pilarín Bayés, Mediterrània, 2007.
- Els càtars. UOC, 2005.
- Una escapada al país dels càtars. Guia de viatge. Columna, 2002.
- Pels camins de la història d'Igualada. Il·lustracions de Carme Solé i Vendrell. Premi Crítica Serra d'Or de Literatura Infantil i Juvenil. Abadia de Montserrat, 1985.

### Tradicions i costums
- Jocs, cançons i costums que no hem de perdre. Il·lustracions de Núria Giralt. Columna, 2008.
- Les festes tradicionals que no hem de perdre. Il·lustracions de Núria Giralt. Columna, 2005.

### Participació en obres col·lectives
- Per què els catalans diem no a la guerra. No en el nostre nom (article: “Contra (el germen de) la guerra”). Columna, 2003.
- Mudances / Mudanzas (conte titulat: “Una casa austera i senzilla”). Columna / Bronce, 1999.

### Traduccions
Traductor de diversos autors: Marcel Durliat, Christian Jacq, Henri Troyat, Amélie Nothomb, Zoé Oldenbourg, Alice Ferney, Pierrette Fleutiaux, Bénédicte et Patrice des Mazery, Stieg Larsson, Stephen W. Hawking, la sèrie d'Els Barrufets…).